# Кенасса в Тракае
Караимская кенасса в Тракае — культовое сооружение тракайских караимов, находящееся на ул. Караиму, 30.

## История
Кенасса была построена в XVIII веке, в центре караимской слободки, которая ранее называлась Караимщизной (Karaimszczyzną).
Кенасса в плане имеет форму квадрата, покрыта мансардной крышей польского типа, и венчается прямоугольной башней. Внутри делится на три части: основной зал для мужчин, небольшая прихожая и галерея для женщин, которая покоится на четырех столбах. На восточной стороне расположен гехал (алтарь).
Несколько раз была под угрозой уничтожения, особенно во время пожара в 1794 и 1812 годах, но вскоре была восстановлена, а в 1894—1904 годах усердием газзана Ф. А. Малецкого был осуществлён капитальный ремонт. После окончания Второй мировой войны в течение нескольких десятилетий тракайская кенасса оставалась единственным действующим караимским молитвенным домом в Советском Союзе (после закрытия кенассы в Галиче в середине 60-х годов). При этом службы в ней проводились только по праздникам. Не так давно был проведён ещё один капитальный ремонт.

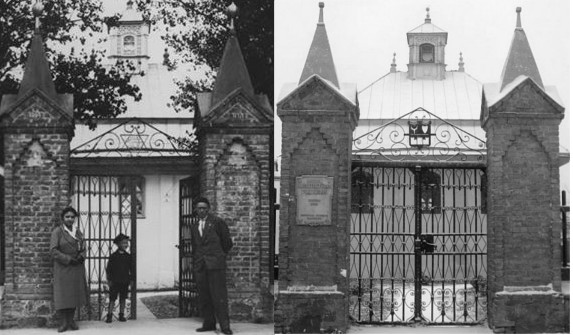
В 1932 году шестиконечная звезда была удалена с купола кенассы в Тракае, а в 1938 году, во время визита нацистских учёных, она исчезла и с ворот

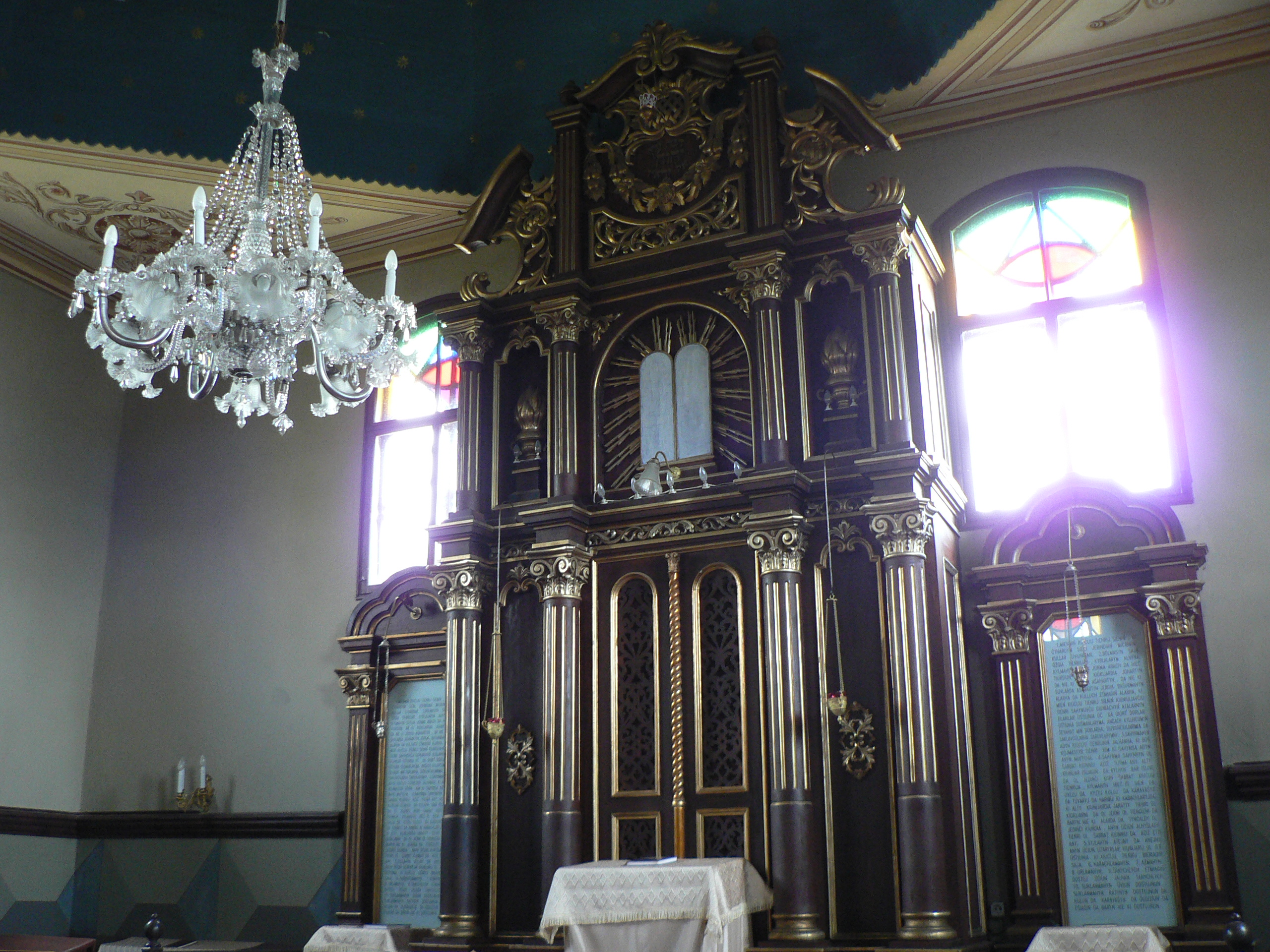
Гехал (алтарь)

## Газзаны[4]
| Имя                                | Годы служения | Комментарии                                                              |
| ---------------------------------- | ------------- | ------------------------------------------------------------------------ |
| Лавреций, Авраам                   | до 1844       |                                                                          |
| Каплановский, Мориэль              | 1844—1854     |                                                                          |
| Абкович, Анания Давидович          | 1844—1876     | Младший газзан                                                           |
| Фиркович, Гавриил Семёнович        | 1856—1869     | Старший газзан                                                           |
| Фиркович, Нисан Мордехаевич        | 1874—1899     | Младший газзан                                                           |
| Малецкий, Финеес Аронович          | 1892—1901     | Старший газзан                                                           |
| Безекович, Юфуда Шелумиэлевич      | 1901 — 1905   | Старший газзан                                                           |
| Фиркович, Исаак-Богуслав Нисанович | 1901—1915     | Младший (1901—1905), а затем старший газзан                              |
| Дубинский, Анания Ефремович        | 1908—1913     | Младший газзан                                                           |
| Мицкевич, Захарий Михайлович       | 1913—1922     | Младший, а затем и старший газзан                                        |
| Абкович, Рафаэль Авраамович        | 1919—1920     | Младший газзан                                                           |
| Фиркович, Семён Адольфович         | 1920—1982     | Старший газзан                                                           |
| Фиркович, Михаил Иосифович         | 1982—2000     | Старший газзан, председатель Джымата (караимского религиозного общества) |
| Фиркович, Иосиф Семёнович          | 2000—2009     | Старший газзан, председатель Джымата                                     |